# سكوت كروس
سكوت كروس (بالإنجليزية: Scott Cross)‏ هو مدرب كرة سلة أمريكي، ولد في 3 ديسمبر 1974 في أرلينغتون في الولايات المتحدة.

## روابط خارجية
- سكوت كروس على موقع كلية كرة السلة في سبورتس رفرنس.كوم (الإنجليزية)
- سكوت كروس على موقع كلية كرة السلة في سبورتس رفرنس.كوم (الإنجليزية)